# Brätling
Der Brätling, Milchbrätling, Brot- oder auch Birnen-Milchling (Lactifluus volemus) ist eine Pilzart aus der Familie der Täublingsverwandten (Russulaceae). Anders als der mehr oder weniger scharf schmeckende Milchsaft der meisten Milchlinge ist der des Brätlings mild, mit leicht bitterem Nachgeschmack. An den Fingern färbt sich die bei Verletzung sehr reichlich austretende weiße Milch schnell braun. Typisch für den Pilz ist der im weiten Umkreis wahrnehmbare „fischige“ Duft, der je nach Gegend als herings-, hummer- oder topinamburähnlich beschrieben wird.
Das Epitheton volemus leitet sich von einer gleichfarbigen rotbraunen Birnensorte ab: Volemum pirum.
Nach neueren Erkenntnissen handelt es sich beim Brätling um eine Sammelart.

## Merkmale

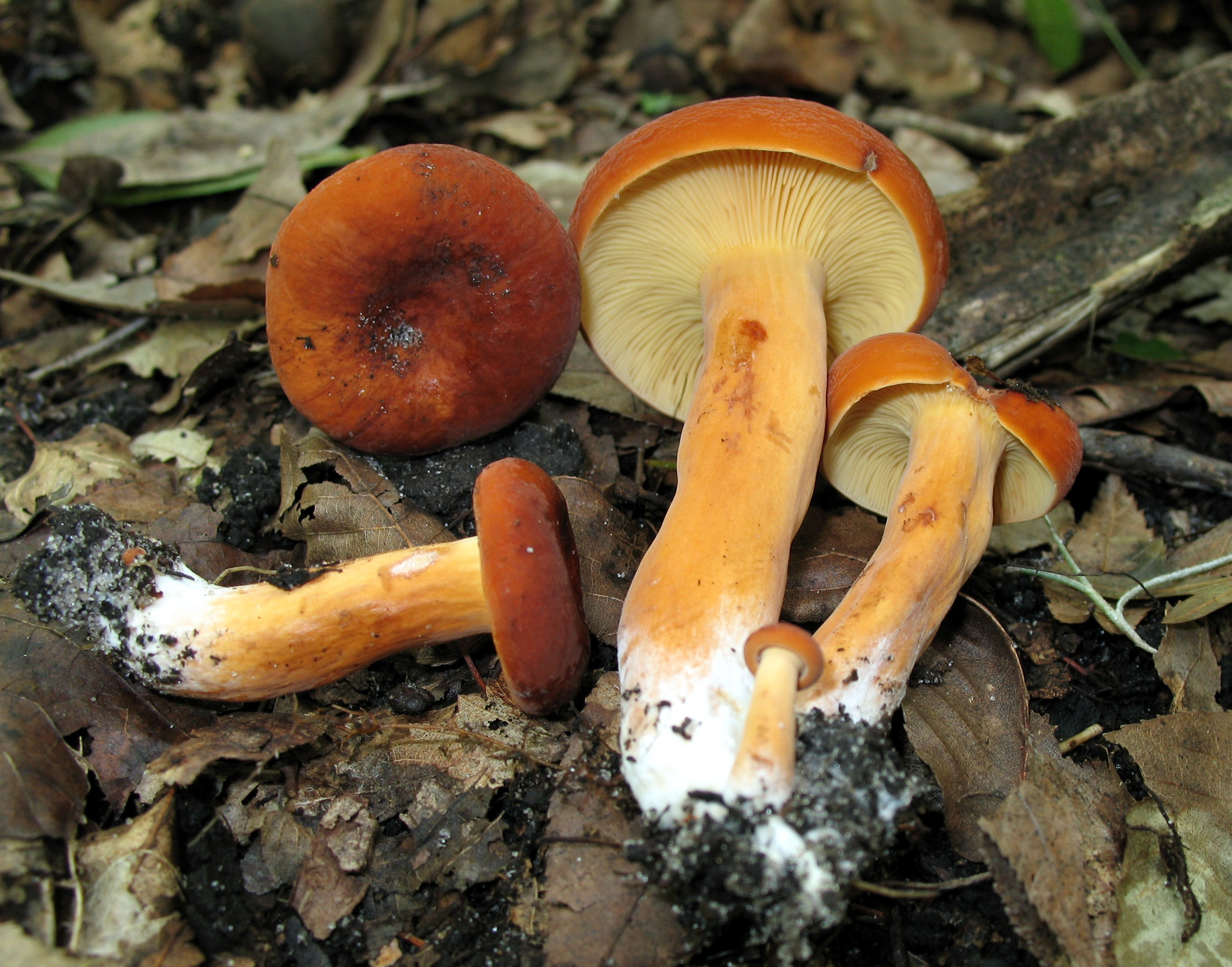
Eine Gruppe junger Fruchtkörper des Brätlings

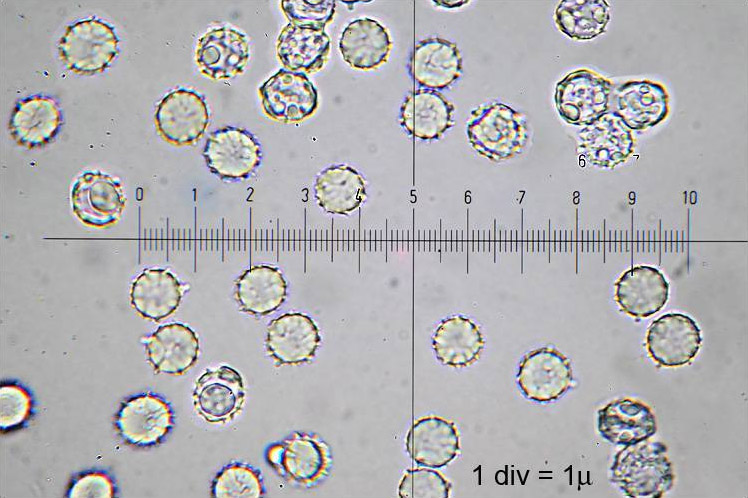
Sporen des Milchbrätlings unter dem Lichtmikroskop

### Makroskopische Merkmale
Der etwa 5–12 Zentimeter breite Hut des Brätlings ist in der Mitte eingedellt; junge Exemplare haben einen eingerollten Rand und einen gewölbten Hut, der in der Mitte keinen Buckel aufweist. Die Farbe kann je nach Region und Witterung von mattem, fast samtigem Orangerotbraun über Zimtfarben bis zu semmelgelben Tönen variieren. Die spröden Lamellen sind rahmgelblich und zeigen an Druckstellen rotbraune Flecken. Der festfleischige Stiel, der an die acht Zentimeter hoch werden kann, ist etwas blasser als der Hut.
Bei Verletzung des Pilzfleisches oder der Lamellen tritt milchiger, mild schmeckender Saft aus. Unverkennbares Merkmal des Brätlings ist jedoch sein heringsähnlicher Geruch.
Das Sporenpulver des Brätlings ist weiß. Chemische Reaktion zeigt der Milchbrätling mit Eisensulfat, das sein Fleisch graugrün verfärbt.

### Mikroskopische Merkmale
Die Sporen sind zwischen 8–12 µm × 7–11 µm groß, die Zystiden dickwandig.

## Artabgrenzung
Verwechseln kann man den Brätling kaum: Der typische Geruch fehlt anderen Milchlingen, und ihr Saft schmeckt meistens scharf.
Eigentlich kann nur die in mediterranen Lagen und in Nordafrika vorkommende ungiftige Art, der Runzeliggezonte Milchling (Lactifluus rugatus), der nicht als Speisepilz gilt, verhältnismäßig leicht mit dem Brätling verwechselt werden.
Lactifluus rugatus unterscheidet sich jedoch durch in größeren Abständen stehende Lamellen, die sich bei Druck nicht verfärben, und durch fehlenden oder nur sehr schwachen Geruch. Mikroskopisch auffällig sind die fehlenden Zystiden und die dünngratig unterbrochen netzmaschigen Sporen. Reaktion mit Eisensulfat führt zu rötlicher Verfärbung. In Mitteleuropa ist dieser Pilz sehr selten, scheint sich jedoch auszubreiten.

## Ökologie und Verbreitung
Der Brätling tritt, einzeln oder in Gruppen, von Juli bis Oktober in Laub- und seltener in Nadelwäldern auf, am häufigsten aber während der wärmsten Augusttage. Das Verbreitungsgebiet umfasst Europa ebenso wie Japan und das östliche Nordamerika, wobei die Varietät L. volemus var. flavus ausschließlich in Tennessee und Alabama vorkommt.

## Systematik
Die Erstbeschreibung des Brätlings erfolgte 1821 durch Elias Magnus Fries in seinem Werk Systema mycologicum als Agaricus volemus. 1838 korrigierte er dies in der Neuauflage Epicrisis systematis mycologici zur Bezeichnung Lactarius volemus. Der Brätling wurde bisher der Gattung der Milchlinge (Lactarius) zugeordnet. Daran entstanden Zweifel und 2012/2014 wird der Brätling als Lactarius volemus oder als Lactarius volemus Syn. Lactifluus volemus bezeichnet, neben weiteren Alternativen.

### Innere Systematik
Für den Brätling wurden sieben Varietäten und eine Form beschrieben:
| Varietät          | Erstbeschreibung               | Bemerkung |
| ----------------- | ------------------------------ | --------- |
| f. gracilis       | R. Heim (1962)                 |           |
| var. aberrans     | P. Bouchet (1959)              |           |
| var. albus        | Maire (1937)                   |           |
| var. asiaticus    | Dörfelt, Kiet & A. Berg (2004) |           |
| var. bourquelotii | Boud. (1976)                   |           |
| var. euvolemus    | Maire (1937)                   |           |
| var. flavus       | Hesler & A.H. Sm. (1979)       |           |
| var. subrugosus   | Peck (1885)                    |           |

Anhand genetischer Untersuchungen wurde der Brätling 2015 in drei Arten aufgespalten. Lactifluus oedematopus ist mikroskopisch anhand der kurzen Huthauthaare zu erkennen, die bis maximal 60 µm lang werden. Die Art hat typischerweise einen freudig orange gefärbten Hut und wird oft in der Literatur als „Brätling“ dargestellt. Bei Lactifluus subvolemus und Lactifluus volemus s. str. werden die Huthauthaare bis über 100 µm lang. Die beiden Arten unterscheiden sich makroskopisch anhand ihrer Hutfarben: Letztere hat typischerweise einen recht dunklen, fast leberbraunen Hut. L. subvolemus ist dagegen recht hell gefärbt, oft mit abgesetzt dunklerer Mitte. Da es bei diesem Merkmal Überschneidungen gibt, können die beiden Arten aber in untypischer Ausprägung nur genetisch unterschieden werden.

## Inhaltsstoffe
Der Brätling enthält den Zuckeralkohol Volemitol, der sieben Kohlenstoffatome besitzt. Er wurde 1889 von den französischen Chemiker Émile Bourquelot (1851–1921) nachgewiesen.

## Bedeutung
Der Brätling ist ein ausgezeichneter Speisepilz und einer der wenigen, dessen junge Exemplare auch roh gegessen werden können. Daher heißt er in manchen Regionen auch Brotmilchling. Sehr empfohlen wird der Rohgenuss nicht, einerseits wegen der Gefahr einer (wenngleich unwahrscheinlichen) Infektion mit dem Fuchsbandwurm, vor allem aber hebt das Braten in der Pfanne oder im Backrohr das Aroma. Um keinen Milchsaft zu verlieren, vermeiden Kenner, den Pilz vor dem Braten zu schneiden: Er wird gepflückt, indem man ihn vorsichtig aus dem Boden dreht. Größere Exemplare werden erst in halbgarem Zustand geschnitten. Kochen oder dünsten sollte man den Pilz nicht, da er dann schleimig würde.